# Ercole Bottrigari
Ercole Bottrigari (n. 24 august 1531, Bononia, Statele Papale – d. 30 septembrie 1612, Bononia, Statele Papale) a fost un matematician, arhitect, poet, compozitor și desenator italian.

## Biografie
Nu se știu prea multe date biografice despre el.
A posedat un cabinet de instrumente matematice atât de valoros, încât împăratul Rudolf al II-lea și-a manifestat dorința de a-l achiziționa.

## Contribuții
De la el au rămas 23 de lucrări și manuscrise, dintre care cea mai valoroasă este: Trattatto della descrizione della sfera celeste in piano, di Claudio Tolomei, tradutto in parlaro italiano, apărută în 1572.
1. 1 2  Autoritatea BnF, accesat în 10 octombrie 2015
2. ↑  Hercole Bottrigari, Allgemeines Künstlerlexikon Online
3. 1 2  Hercole Bottrigari, RKDartists, accesat în 9 octombrie 2017
4. 1 2  Ercole Bottrigari, Musicalics
5. 1 2  Ercole Bottrigari, SNAC, accesat în 9 octombrie 2017
6. 1 2  RKDartists, accesat în 3 mai 2018
7. ↑  Dizionario Biografico degli Italiani
8. 1 2  RKDartists, accesat în 10 martie 2023
9. ↑  CONOR.SI[*] Verificați valoarea |titlelink= (ajutor)
10. ↑  Autoritatea BnF, accesat în 10 octombrie 2015